# 클라크 게이블
윌리엄 클라크 게이블(영어: William Clark Gable, 1901년 2월 1일 ~ 1960년 11월 16일)은 미국 배우이다. 전성기 때 "할리우드의 제왕"(The King of Hollywood)이라는 별명을 얻었으며, 1999년에 미국 영화 연구소는 게이블을 "현시대의 가장 위대한 남성 스타"에서 7위로 선정하였다. 1917년부터 종종 무성영화의 단역배우로 활동하다가 1930년부터 본격적으로 배우로 활동하였으며, 1939년작 《바람과 함께 사라지다》는 1960년대, 그의 사후 대한민국 국내에 소개되었다. 이 작품에서 그는 미국 남북전쟁의 동란기를 꿋꿋하게 버티는 강인한 사나이 역할로 인상을 남겼다.
생후 7개월 만에 어머니를 잃고 두살 때 아버지의 재혼으로 계모 밑에서 구박받으며 불우한 어린 시절을 보냈다. 고등학교 야간반 재학 중 밴드부원을 하였고, 동시에 고교 재학 중 1917년 단역배우로 출연하였다. 1920년 고등학교를 졸업한 이후 백화점 점원, 농부, 단역 배우, 일용직 막노동자, 은행의 계약직 사무원, 신문 보급소 사환, 전화 설치공, 석유 시추 노동자, 외무사원, 일용직 노동자, 타이어 공장 노동자, 플라스틱 공장의 노동자, 농장 점원, 목재 벌채 인부 일, 상점 점원, 식당과 레스토랑의 종업원 등을 전전하다가 1923년 단역배우와 엑스트라 일을 맡으면서 본격적으로 브로드웨이 뮤지컬 배우, 할리우드의 영화배우가 되었다.
배우 겸 연출가 조지핀 딜런의 연기지도를 받아 1928년 브로드웨이 뮤지컬에 출연하여 이름을 알렸고, 그의 팬이었던 17세 연상의 부유한 리어 랭험의 도움과 인맥으로 여러 영화에 캐스팅되었다. 1934년의 "어느날 밤에 생긴 일"로 아카데미 남우주연상을 받고 이후에도 여러번 아카데미 남우주연상, 조연상의 후보의 물망에 올랐다. 훤칠한 키와 말끔한 외모, 부드러운 면과 강인하고 거친 면모를 함께 갖춘데다가 넉살 좋은 성격으로 여성팬은 물론이고 남성팬들에게서도 많은 인기를 얻었다. 여성관객들과 평론가 사이에서는 성적 매력을 가진 남자배우 중의 하나로 손꼽혔다. 세번째 부인이었던 배우 캐롤 롬바드가 1942년 1월 라스베가스에서 비행기 추락 사고로 세상을 떠난 뒤, 그는 제2차 세계대전에 미 공군에 장교로 입대하여 참전, 항공 훈장을 받고 소령까지 진급하였다. 그는 세번째 부인 캐롤의 흔적을 찾고자 사고현장을 다년간 수색한 끝에 캐롤이 착용하던 스카프 조각을 찾아내었다고 한다.

## 생애

### 초기 활동
미국 오하이오주의 카디즈에서 석유 시추 노동자와 광부, 일용직을 전전하던 윌리엄 헨리 게이블 (1870–1948)와 아들린 허셸먼 (1869–1901)의 아들로 태어났으나, 몸이 병약하였던 그의 어머니 아들린 허셸먼은 그를 낳고 7개월만에 사망하였다. 그의 부모는 모두 독일계 미국 이민자의 후손들이었다. 어머니 아들린 허셸먼은 탐광 기술자로, 게이블의 외가는 탐광 기술자였다. 그가 생후 6개월이 되자 어머니 아들린 허셸먼은 그에게 가톨릭 세례를 해주었다. 그러나 아버지 윌리엄 헨리 게이블은 이를 못마땅하게 여겼다고 한다. 아버지 윌리엄 헨리 게이블은 한때 처남이자 그의 외삼촌인 찰스 허셸먼에게 신세를 지기도 하였다.
일찍이 어머니를 잃은 그는 어머니와 같은 여성을 갈구하였고, 자신에게 약간의 친절을 베풀어도 청혼하는 일도 있었다고 한다. 그의 아버지는 아내가 게이블을 낳고 죽은 지 1년 4개월만에 옆 마을에서 온 제니 던랩(1874–1924)과 재혼하였다. 아들이 걸음마를 막 시작한 두 살 때였다. 계모의 구박과 지독한 가난을 견디다 못한 그는 종종 가출하였고, 고등학교 진학은 야간반으로 하였다. 에든버러 고등학교 야간반 재학 중에는 밴드부원으로 활동하였다. 그가 고등학교 야간반을 중퇴하지 않고 졸업할 수 있었던 이유는 밴드부에서 나팔을 부는 데 낙을 붙였기 때문이라 한다. 고등학교 재학 중이던 1917년 극장에서 우연히 관람한 한 편의 연극에 감동한 뒤, 이후 종종 무성영화나 연극의 단역배우로 출연하여 활동하였다. 생모에 대해 아무런 기억이 없는 게이블은 어머니라는 존재가 어떤 것인지 의문을 품었다 하며, 계모의 신경질도 지독한 가난도 지겨웠다고 한다. 그의 계모 제니 던랩은 1925년에 사망한다.

### 여러 직업 전전
에든버러 고등학교를 졸업하자마자 클라크는 집을 뛰쳐나와 친구와 둘이서 방랑생활을 시작했다. 철길 옆에서 친구와 기다리고 있다가 달리는 화물열차에 뛰어올라 열차가 가는 대로 갔고, 역이 아닌 곳에서 내려서 그 근처의 일자리를 알아보는 식으로 생활하였다. 이후 그는 백화점 점원, 농부, 단역 배우, 일용직 막노동자, 신문 보급소 사환, 전화 설치공, 식당과 레스토랑 종업원 등의 일들을 전전하였으나, 한 직업에 오래 정착하지 못했고 배고픔조차 해결하지 못했다. 그는 노숙자가 되기보다 일정한 주거지가 없는 떠돌이가 되었다. 달리는 화물열차에 뛰어올라 아무 곳에나 내려 식당 서빙, 농부, 석유 시추 노동자, 외무사원, 일용직 노동자, 타이어 공장 노동자, 플라스틱 공장의 노동자, 은행의 계약직 사무원, 농장 점원, 목재 벌채 인부 일, 상점 점원 등을 며칠에서 수개월간 하다가 아니다 싶으면 훌쩍 기차를 타고 떠돌아다녔다. 그는 돈을 모으겠다고 결심했고, 3년간의 객지생활 끝에 소액의 돈을 모았다.
1923년 12월 크리스마스에는 친구와 함께 로키산맥의 중간을 달리는 열차에 올라 탔다. 기차가 삼림이 울창한 로키산맥을 달리는데 황혼이 지고 이윽고 밤이 왔다. 그 밤에 그와 친구가 지니고 있던 것은 콩 통조림 하나와 담배 두 개비가 전부였다. 이때 '오늘이 크리스마스인데 우리 저녁 식사가 콩 통조림 하나라니 하느님도 무심하시네.'라는 친구의 말에 게이블은 "다 자업자득이지 뭐. 난 10년 뒤에는 반드시 가족과 함께 만찬을 즐길 거야. 두고 봐." 라고 의연하게 대답하였다. 그러나 게이블은 친구한테 흘러내리는 눈물을 보이지 않으려고 바깥을 내다보았다. 열차 틈새 바깥으로는 차가운 달빛 아래 나무들만 보였다. 그는 그때 내 이제부터는 인생을 이렇게 탕진하지 않으리라고 결심하였다. 따뜻한 불빛이 비치는 집에서 크리스마스를 맞이하리라고. 하지만 그는 몇년을 더 정착하지 못하고 방황하였다. 후일 클라크는 "이 때가 가장 쓸쓸했다고 나중에 술회했다. 그의 일행 중에는 오리건으로 가는 남자 둘이 함께타고 있었는데 그들은 그 푸짐한 칠면조 구이 대신에 콩 통조림과 한 개피씩의 담배로 크리스마스 디너를 때웠다."며 "그 때의 크리스마스 디너가 지금 할리우드의 호화로운 레스토랑의 음식보다 훌륭했다고 생각한다" 클라크는 이렇게 말하면서, 콩을 나누어 먹고 일행이 건네주는 담배를 피우면 흔들리는 증기 기관차에 앉아 로키산맥 위에 비치는 겨울의 달빛을 아직도 잊을 수 없다고 회상하였다. 1923년 12월 말부터 그는 지방을 순회하는 작은 극단의 심부름꾼 노릇을 하면서 단역을 맡아보았고, 종종 공장의 노동자나 식당의 종업원 등으로 활동하기도 했으며, 1924년에는 무성영화에서 단역을 맡아본 이후 영화에 엑스트라나 조연으로도 출연할 기회를 얻게 되었다. 그는 젊었을 때 온갖 잡다한 일을 하다가 오리건주 포틀랜드의 에드릴리 레퍼토리 극단에 배우 호출원으로 들어갔다. 우연히 뮤직 홀에서 무대를 보게 되면서 그는 배우가 될 것을 결심하게 되었다.

### 무명 배우 시절
그는 극단에서 만난 배우 프랑스 드루프라에게 청혼했지만 드루프라는 게이블이 오랫동안 무명에서 벗어나지 못하자 실망하여 그의 청혼을 거절한다. 상처받았던 그는 14년 연상의 조지핀 달런에게 연기지도를 받으면서 실연을 잊었다. 배우이자 연출가였던 조지핀 딜런에게 연기지도를 받으면서 1928년 브로드웨이의 연극 머시널 (Machinal) 등에 캐스팅되었다. 이때 그는 처음으로 브로드웨이 주연을 맡았다. 얼마 뒤 자신의 멘토이자 연기스승이기도 했던 딜런과 결혼했지만 몇년만에 이혼하고 만다. 이 무렵 그는 양쪽 윗 앞니가 벌어져있던 것을 교정, 의치로 이용했다. 그러나 치아 관리를 별로 하지 않던 그에게서는 갈수록 입냄새가 심해졌고, 후일 바람과 함께 사라지다의 영화를 같이 찍던 비비안 리는 그의 입냄새가 싫어서 키스신을 찍기 싫다고 말할 정도였다. 클라크는 평생 치아와 잇몸이 좋지 않았다. 딜런은 클라크를 영화배우로 만들기 위해 치과치료부터 받게 했지만 입냄새 등을 없애지는 못했다.
그는 180cm의 훤칠한 외모와 친절함, 그리고 벌어진 앞니를 교정하여 말끔한 외모가 되었다. 할리우드 여배우들과 영화를 찍는 과정에서 염문을 뿌려 화제가 되었고, 결혼식을 올릴 때마다 역시 화제를 불러일으켰다. 게이블은 자신에게 친절하게 대하는 여성에게는 금방 마음을 주었다고 한다. 두 번째로 재혼한 17세 연상의 리어 랭험 부인은 사교계의 여왕으로서 무명의 게이블이 유명 영화에 섭외되도록 인맥과 자금을 아끼지 않고 투자하였다. 사교계에서 인기있는 부잣집 유한마담이던 그녀가 게이블을 물심양면으로 돕고, 유명감독의 영화 출연에도 다리 역할을 하자 게이블은 그만 마음이 흔들려 조지핀 딜런과 이혼하고 리어 랭험과 재혼하였다. 랭험은 게이블을 물심양면으로 도왔는데, 자금과 인맥을 가리지 않고 그를 지원했다. 연극 《더 라스트 마일》에서는 스펜서 트레시가 주연을 맡게 되어 있는 것을 랭험이 인맥을 이용해서 게이블로 교체시킬 정도였다. 이때 촬영한 영화 《바운티 호의 반란》이 대성공을 거두면서 많은 여성팬이 생겨났고, 게이블 주변에는 여성팬들이 몰려왔다. 또한 여러 여배우들도 그의 주변에 몰려들었다. 그러나 촬영장에서 영화 파트너로 만나는 것이었지만 17세 연상이었던 리어 랭험에게는 스트레스가 되었다.

### 영화배우 데뷔 초반
유성영화가 도입된 후인 1930년 할리우드로 돌아와 1931년 《파이터 포인트》(The Finger Points), 1931년 《야간근무 간호원 Night Nurs》 등에서 갱 역을 소화해냈는데 이때의 이미지가 인상깊게 대중들을 사로잡았다. 1931년 처음 계약한 뒤 54년까지 메트로골드윈메이어사와 계약을 맺으면서 점차 쾌활하고 모험을 즐기는 중년 남성 역을 주로 맡아 유명해졌다. 1930년대에 그는 할리우드의 미남 배우이자 이상적인 미국 남성상으로까지 호평을 얻었다. 1932년 배우 진 할로와 함께 출연한 "붉은 먼지 Red Dust"의 흥행 이후 1934년 《어느날 밤에 생긴 일》에 캐스팅되었는데 영화의 성공과 동시에 아카데미 남우주연상을 받았다. 1934년 《남자의 세계》, 1935년 《바운티호의 반란》, 1938년 《테스트 파일럿》 등의 주연을 맡았다. 1935년, 《바운티호의 반란》과 《바람과 함께 사라지다》의 주인공으로 그는 아카데미상 수상 후보자에 올랐다.
이때 그는 일부 여자배우들과 염문을 뿌렸고, 이때 이름이 거론된 일부 여자배우들과는 실제로 연인관계였다. 1935년 게이블이 주연한 "전함 바우티호의 반란"이 크게 성공할 무렵 그의 새로운 연인들이 공개됐고, 캐롤 롬바드, 조앤 크로퍼드, 로제타 영 등이 그들이었다. 로제타 영에게서는 딸 주디가 태어났지만 영은 이 사실을 철저하게 숨기고, 딸의 귀를 성형수술까지 시켰다고 한다. 영은 곧 재혼한 남편 톰 루이스의 성을 따서 딸을 주디 루이스라 이름하였다. 이는 평생 비밀로 묻어두다가, 영이 죽으면서 남긴 회고록을 통해 공개된다. 클라크는 생전 자신의 딸과는 한번 조우했지만 그는 자신의 딸임을 알아보지 못했다. 결국 스트레스를 견디지 못한 리어 랭험과는 8년만인 1939년 이혼하게 된다. 이런 여성편력에 대한 시중의 평은 그가 갓난아이일 때 세상을 떠난 어머니를 대신할 존재를 찾는 것이라는 시선과 함께 자신의 성공에 여인들을 이용한다는 비판도 쏟아졌다. 1937년 "새러토가 Saratoga", 1936년 영화 "샌프란시스코 San Francisco", 1939년의 바람과 함께 사라지다, 1940년 스펜서 트레이시와 함께 주인공으로 캐스팅된 "신흥도시 Boom Town" 등은 흥행하였다. 치아 관리를 잘 하지 않아서 비비안 리가 키스신을 거절한 것은 바람과 함께 사라지다 촬영 중이었다. 바람과 함께 사라지다는 1960년대에 한국으로도 소개되었다.

### 2차대전 중
1937년 영화 《파넬》에서는 아일랜드인 정치가 역할을 맡았는데 크게 실패했다. 한편 1938년 인기 코메디 배우 캐롤 롬바드와 재혼하였다. 그는 특히 캐롤에게 마라라는 애칭을 붙였다 한다. 그러나 캐롤과의 결혼은 3년 만에 끝난다. 1942년 1월 16일 비행기 사고로 아내를 잃고 비탄에 잠겨 있던 게이블은 이를 이겨 내고자 제2차 대전 당시 미국 공군 장교로 입대하여 훈장을 받고 육군 소령까지 진급한다. 클라크는 결혼 3주년 기념일에 둘만을 위한 파티를 준비했다. 그는 멋진 저택에 손수 풍선을 불어 장식하고 그녀가 오면 놀라게 할 초장식도 꾸며놓았다. 그러나 그녀가 도착하기도 전에 미리 켜놓 양초가 타들어 가던 1월 16일 8시경 문을 열고 들어와야 할 캐롤 롬바드는 오지 않고 항공기 추락 소식을 접했다. 전쟁 기금을 모으는 활동을 하던 캐롤 롬바드가 그의 곁으로 오기 위해 탔던 비행기가 라스베가스 교외의 야산에 추락하여 탑승자 전원이 사망했다는 소식이었다.
그는 비행기 사고에 깊이 관심을 가졌고 민간 항공기끼리의 충돌 사고로 밝혀졌다. 1942년 1월 16일 그는 미국 공군에 입해 사관학교(OCS)에 사관생도가 되었다. 그해 8월 12일 공군 포병 주특기를 받고 미국 공군 소위로 임관하였다. 1942년부터는 미군 공군으로 독일과의 교전에 참여했고, 1943년에는 미국-영국군 공군 연합부대에 참여하여 독일 공습에 참가했다. 하지만 아돌프 히틀러는 유독 그에게는 호의를 보이기도 했다. 1944년 5월 공군 소령으로 승진했고, 그해 6월 12일 예편을 신청하여 9월 26일부로 소령으로 예편하였다.
그는 미국 공군 장교로 자원한 그는 소령으로 예편했다. 공군 생활 중 비행기를 몰던 그는 라스베가스 산으로 자주 찾아가 착륙 후캐롤 롬바드가 추락한 지점을 계속 수색했고, 나중에 아내 캐롤의 추락 현장에서 비행기 잔해들 중에 캐롤의 스카프 조각을 찾아오기도 했다. 그는 오랫동안 캐롤을 잊지 못했고 자신이 죽은 뒤에도 캐롤의 옆에 안치된다.
그는 혈관질환과 심장질환을 오랫동안 앓아왔다. 그러나 클라크 게이블은 별로 자신의 건강관리에 신경쓰지 않아, 하루에 포도주 와인 한병 이상, 그리고 담배는 세 갑 이상을 피웠다. 또한 치과에서 벌어진 앞니를 교정하는 과정에서 시술이 잘못되어 입냄새가 심해졌지만, 양치질을 게을리했다. 입냄새는 심해졌고 혈관질환과 심장질환은 심해졌다. 중년기 이후부터는 발기부전증에 시달리기도 했다.

### 종전 이후
2차대전 종전 후 게이블은 다시 브라운관과 브로드웨이에 출연한 뒤 다시 영화로 복귀, 1940년대 중반부터 할리우드로 돌아와 여러 영화에 출연하였다. 1950년 "스피드 왕"에서는 주인공으로 캐스팅되었고, 1953년의 "모감보 Mogambo", 종전의 "붉은 먼지"를 개작한 "붉은 먼지 2", 1958년의 "런 살리언트 런 디프 Run Silent Run Deep"에서 뛰어난 연기를 보여주었다. 1960년 "거친 말(馬)과 여자"의 주연을 맡은 뒤 몇편의 영화와 연극, 뮤지컬에 출연한 뒤 1960년 말 아서 밀러의 " 어울리지 않는 사람들 The Misfits"에 캐스팅되었는데 여기서는 늙은 카우보이 역을 맡았다. 이는 그가 죽기 2주 전에 끝내 그의 유작이 되었다. "어울리지 않는 사람들"은 클라크 게이블의 유작이면서 동시에 마릴린 먼로의 유작이기도 하다. 유명 배우였던 더글러스 페어뱅크스의 전 부인이었던 실러 아실레와 네번째 재혼을 했지만 곧 이혼하고 만다. 실러 아실레는 사교성이 좋고 스포츠를 잘 했다. 게이블은 여성편력을 그만두고 가정에 정착하려 했지만, 전혀 가정적이지 않은 실러 아실레는 늘 일 아니면 집 바깥을 돌았다. 실망한 그는 1952년 실러와 이혼한다. 1955년 그는 세 번의 이혼 경험과 두 자녀가 있던 39세의 케이 스프렉스 윌리엄스와 재혼하였다.
1955년에는 영화 제작에도 투자하여 제인 러셀과 그의 남편 밥 워터 필드와 공동으로 투자, 제작에 참여하여, 한명의 왕과 네 명의 여왕(1956)을 촬영하였다. 그러나 병세가 악화되었던 그는 1958년에 출연한 영화 어느 교사의 애완동물에서는 필름 편집으로 노화된 얼굴과 급격히 증가한 체중을 보정하기도 했다.
혈관질환과 심장 질환을 오랫동안 앓아왔던 그는 1960년 무렵에는 로스앤젤레스의 병원에 입원한 상태였고, 그 해의 선거는 우편으로 투표를 했다 한다. 병중이었던 그는 어울리지 않는 사람들에선 늙어가는 현대의 카우보이역을 맡았지만, 여전히 밧줄을 던져 마릴린 먼로를 사로잡을 만큼의 매력을 유지하고 있었다고 한다. 1960년 11월 16일 관상 동맥 혈전증과 심근경색으로 캘리포니아주 로스앤젤레스의 한 병원에서 사망한다. 1960년 심장질환이 악화되어 입원 중이었던 그는 11월 16일 케이 윌리암스의 전남편 소생 아들로 그가 양아들로 받아들였던 두 아들이 그의 병실에 왔다가 숨진 것을 발견했다. 두 양아들이 아버지가 숨을 쉬지 않는다고 말하자, 의료진은 신속히 응급처치를 했지만 그는 이미 사망한 상태였다. 바로 데스 마스크를 뜬 뒤, 다섯번째 아내 케이 윌리엄스와 결혼할 때 입었던 청색 양복, 결혼반지, 메달, 그리고 케이 윌리암스의 전남편 소생 아들로 그가 양아들로 받아들였던 두 아들의 크리스마스 선물이 관에 넣어졌다.

### 사후
그가 사망했던 병원에서 4개월 뒤 그의 유복자 아들 존 클라크 게이블이 태어난다. 마릴린 먼로는 그의 유복자 아들 존 클라크 게이블이 태어날 때 직접 병원에 찾아와서 이를 지켜봤다고 한다. 1977년에 린 토너번이 쓴 그의 일대기 "거장 만세 Long Live the King"가 출판되었다. 그의 시신은 화장되어 캘리포니아 글렌데일 포레스트론 묘지에 있는 세번째 아내인 캐롤 롬바드의 묘 옆에 안치되었다. 그의 다섯번째 아내인 케이 스프렉스 윌리엄스 역시 1983년에 사망하여 그의 옆에 안치되었다.

## 출연 작품
- 1961년 - 어울리지 않는 사람들 (The Misfits) ... 게이 랭랜드 역
- 1960년 - 그것은 나폴리에서 시작되었다 (It Started in Naples) ... 마이클 해밀튼 역
- 1958년 - 선생님의 애완 동물 (Teacher's Pet)
- 1958년 - 조용하고 깊게 출항하라 (Run Silent Run Deep) ... 리차드슨 소령 역
- 1953년 - 모감보 (Mogambo)
- 1940년 - 붐 타운 (Boom Town) ... 빅 존 역
- 1939년 - 바람과 함께 사라지다 (Gone with the Wind) ... 레트 버틀러 역
- 1936년 - 샌프란시스코 (San Francisco)
- 1935년 - 바운티 호의 반란 (Mutiny On The Bounty) ... 크리스티안 역
- 1934년 - 어느 날 밤에 생긴 일 (It Happened One Night) ... 피터 원 역
- 1934년 - 맨하탄 멜로드라마 (Manhattan Melodrama)
- 1933년 - 춤추는 여인 (Dancing lady)
- 1931년 - 파이터 포인트 (The Finger Points)
- 1931년 - 야간근무 간호원 (Night Nurs)
- 1931년 - 자유의 혼 (A Free Soul)
- 연극 더 라스트 마일
- 1928년 - 연극 머시널 (Machinal)

## 수상
- 1935년 제7회 아카데미 남우주연상 수상

## 기타
영화 바람과 함께 사라지다의 아카데미 시상식이 있던 무렵까지도 인종차별이 존재하여 하녀역을 맡아 열연했던 흑인 배우 해티 맥대니얼은 시상식장에 참석할 수 없게 되었다. 같이 연기했던 클라크 게이블은 이 사연을 접하고 말도 안된다며, 예술에 인종차별주의가 개입되어서는 안된다고 항의했다. 그래도 동의하는 인물이 나타나지 않자 클라크 게이블은 만약 그녀를 오지 못하게 한다면 자신도 참석하지 않겠다고 즉석에서 선언하였고, 결국 논란 끝에 둘 다 시상식에 참여 할 수 있게 되었다. 이어 그의 힘을 받아 해티 맥대니얼은 여우조연상을 수상하였고, 최초의 여성 흑인 수상자가 되었다. 해티 맥대니얼은 하녀 연기의 상징이 되었고 2006년 해티의 시상을 기념하는 우표가 미국에서 발행되었다.
동료 배우였던 스펜서 트레이시는 그에게 "할리우드의 왕"이라는 별병을 붙여주었다.
게이블은 술과 담배를 좋아하는 애연가이자 애주가였다. 클라크 게이블은 20대 초반일 때부터 하루 세 갑 이상의 담배를 피웠다. 또한 술도 몹시 좋아했으며 특히 위스키와 포도주광이기도 했다.